# Robert Durrer (Politiker)
Robert Durrer (* 24. Juli 1836 in Stans; † 4. Dezember 1889 ebenda) war ein Schweizer Jurist und Politiker. 

## Leben und Beruf
Der Sohn des Kirchmeiers Anton Albert Durrer besuchte von 1847 bis 1854 das Kapuzinergymnasium Kollegium St. Fidelis in Stans und die Stiftsschule Maria Einsiedeln und 1854, um besser Französisch zu lernen, die Jesuitenschule in Porrentruy. 
Er studierte Philosophie am Jesuitenkolleg in Dole in Frankreich. Als dort die Cholera ausbrach, setzte er das Studium in Freiburg und St. Gallen fort. Sodann studierte er Rechtswissenschaften an den Universitäten München und Göttingen. In Göttingen schloss er sich 1856 der Burschenschaft Hannovera an. Von hier aus unternahm er eine Bildungsreise nach Hamburg und an die deutsche Nordseeküste. Er kehrte nochmals nach München zurück und schloss 1858 dort das Studium ab.
Er absolvierte ein Rechtspraktikum bei Nationalrat Johann Joseph Müller in St. Gallen, ehe er sich als Anwalt in Stans niederliess. Bald darauf gehörte er dem Gemeinderat an, wo er für das Schul- und Armenwesen zuständig war. Seinem Wirken war es zu verdanken, dass Stans ein neues Waisenhaus erhielt. 1862 wurde er Landratsmitglied des Kantons Nidwalden. Dieses Gremium wählte ihn zum Präsidenten des Polizeigerichts. Nach dem Tode seines Vaters übertrug man ihm dessen Amt als Kirchmeier, eines hohen ehrenamtlichen Verwaltungspostens der katholischen Kirchengemeinde in Stans. 1868 wurde er zum Landeshauptmann (Verteidigungsminister des Kantons Nidwalden) bestellt. Als solcher wirkte er 1871 bei der Internierung französischer Soldaten der Bourbaki-Armee in Stans mit. Nachdem ihn 1872 der Bundesrat zum eidgenössischen Unterarchivar gewählt hatte, trat er in den eidgenössischen Dienst ein. Die Tätigkeit in Bern füllte ihn jedoch nicht aus. Deshalb begab er sich bald wieder nach Stans. 1874 wählte der Landrat ihn zum Polizeidirektor. Als sein Schwager, der bisherige Nationalrat 1874 verstarb, kandidierte er erfolgreich für die Nachfolge und gehörte 15 Jahre als Mitglied der katholisch-konservativen Fraktion bis zu seinem Tode dem Nationalrat an. Dort trat er vornehmlich für die Verbesserung der ökonomischen Belange in ländlichen Gegenden der Schweiz ein. 
Seine vom Katholizismus geprägte Weltanschauung kam z. B. dadurch zum Ausdruck, dass er sich – wenn auch erfolglos – gegen die Einführung der Zivilehe aussprach oder verhindern wollte, dass junge Frauen, die keinem kirchlichen Orden angehören, den Beruf der Krankenschwester ergreifen konnten. 1875 wurde Robert Durrer zum Landammann (Regierungspräsident) des Kantons Nidwalden gewählt. Dieses Amt bekleidete er bis zu seinem Tode, allerdings nur achtmal, da er gemäss den verfassungsrechtlichen Bestimmungen jedes zweite Jahr diese Funktion mit dem Amt des Landesstatthalters (stellvertretender Regierungspräsident) tauschen musste. Auf kantonaler Ebene geht insbesondere die Novellierung der Verfassung im Jahr 1877 auf ihn zurück. Auch sorgte er für eine Überarbeitung des Schulgesetzes, was zu einer bedeutsamen Verbesserung des Schulwesens im Kanton Nidwalden führte.
Sein Sohn Robert Durrer wurde Kunsthistoriker, Archivar und Kantonsrichter.